# Eldhraun
Eldhraun är ett lavafält i republiken Island.   Det ligger i regionen Suðurland, i den södra delen av landet, 190 km öster om huvudstaden Reykjavík.
Eldhraun är ett isländskt ortnamn som betyder "lavaöknen". Den är en vidsträckt lavaslätt som täcktes av lava vid vulkanutbrottet i Laki 1783. Ovanpå lavan växer ett tjockt lager av mossa som har koloniserat den, vilket har givit upphov till ett av de vackraste landskapen på Island. Eldhraun ligger i Vatnajökulls nationalpark. 

## Historia
Laki fick ett utbrott 8 juni 1783 när de första vulkaniska sprickorna öppnades. Efter ett litet freatomagmatiskt utbrott skulle lavafontänerna, som hade nått 1 400 meters höjd, förbli aktiva fram till den 7 februari 1784, även om det mesta av lavan sprutades ut mellan juni och oktober 1783, och täckte ett område på 565 km².
Efter utbrottet koloniserades lavafältet långsamt av olika mossarter särskilt på kustslätten, där klimatet är bättre än på höglandet. Ringvägen går genom Eldhraunslätten, där också vandringsleder har anlagts. 
Sandlupin (Lupinus nootkasensis), som introducerades på Island i mitten av 1900-talet för att bekämpa erosion och förlust av bördig mark, har blivit det största hotet mot den ömtåliga Eldhraunmossan, eftersom sandlupinen är en invasiv art som har anpassat sig mycket väl till det isländska klimatet och har brett ut sig med stor framgång.